# Saga de Fljótsdæla
La saga de Fljótsdæla est une saga islandaise se présentant comme la suite de la saga de Hrafnkell. L’œuvre, probablement écrite au XVIe siècle est considérée comme étant l’une sagas islandaises les plus tardives. Sans atteindre le degré d’excellence de l’histoire de Hrafnkell, la saga de Fljótsdæla contient plusieurs éléments intéressants tant du point de vue littéraire qu’historique.